# Dick Bergström
Dick Otto Ludvig Bergström (Lidingö, 15 de febrero de 1886-Estocolmo, 17 de agosto de 1952) fue un deportista sueco que compitió en vela en la clase 12 Metre. Fue hermano del también regatista Kurt Bergström.
Participó en los Juegos Olímpicos de Estocolmo 1912, obteniendo una medalla de plata en la clase 12 Metre.

## Palmarés internacional
| Juegos Olímpicos | Juegos Olímpicos   | Juegos Olímpicos | Juegos Olímpicos |
| Año              | Lugar              | Medalla          | Clase            |
| ---------------- | ------------------ | ---------------- | ---------------- |
| 1912             | Estocolmo (Suecia) | Medalla de plata | 12 Metre         |